# Хадзильяду, Элени
Элени Хадзильяду (греч. Ελένη Χατζηλιάδου; род. 29 июля 1993) — греческая каратистка. Чемпионка мира по результатам соревнований по карате в Мадриде в 2018 году в дисциплине кумите среди женщин в весовой категории свыше 68 кг.